# Chevrolet Series D

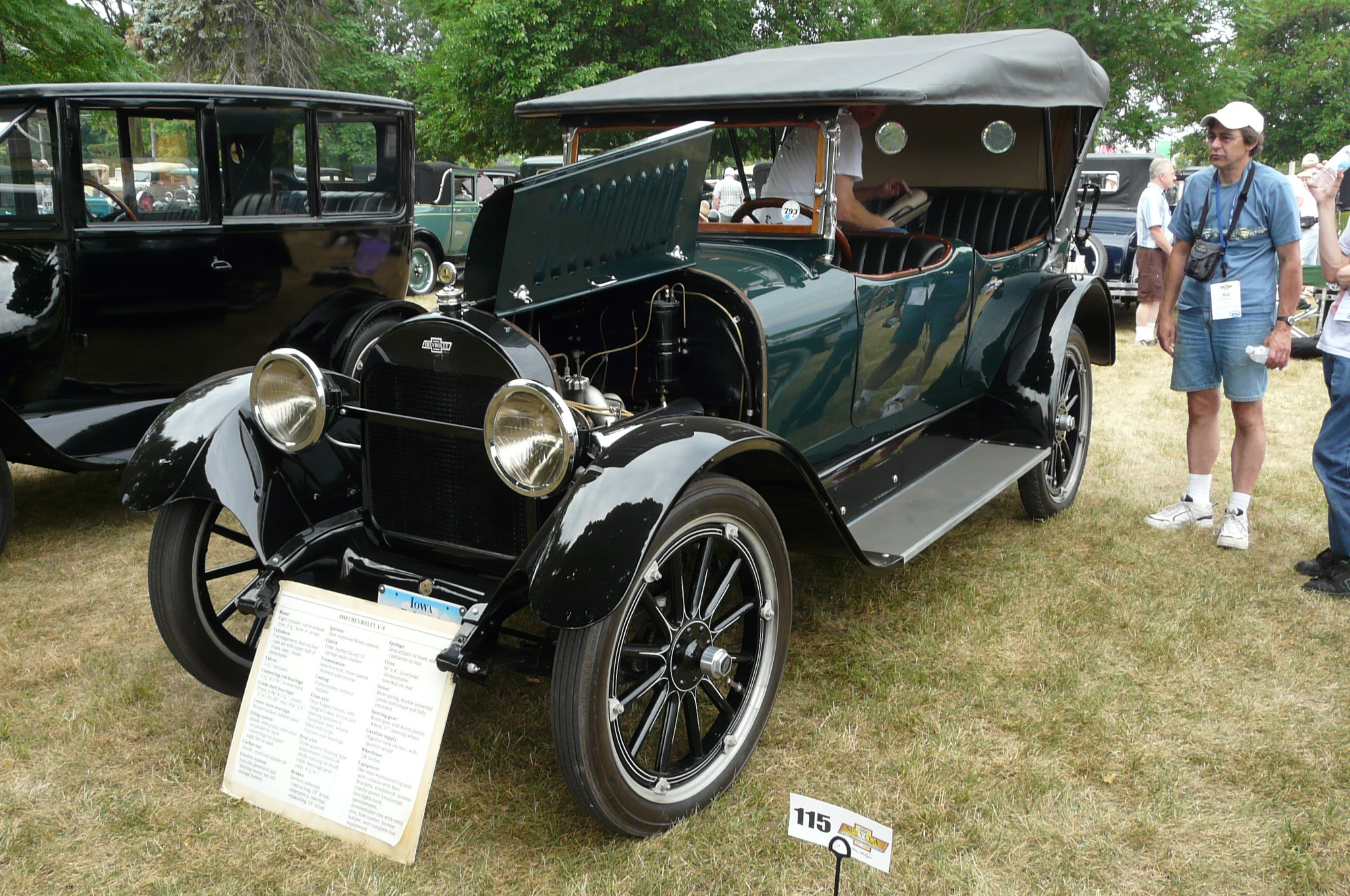
Série D de 1918.

La Chevrolet Series D est une automobile américaine produite par Chevrolet entre 1917 et 1918. Plus de 4 000 voitures Series D ont été fabriquées au cours de l'année modèle 1918, et c'était la première voiture Chevrolet fabriquée avec un moteur V8. Ce n'est qu'en 1955 que Chevrolet a fabriqué un autre V8.

## Modèles
La série est disponible en deux styles de carrosserie, une Touring 4 portes et une Chummy Roadster 2 portes.

## Détails

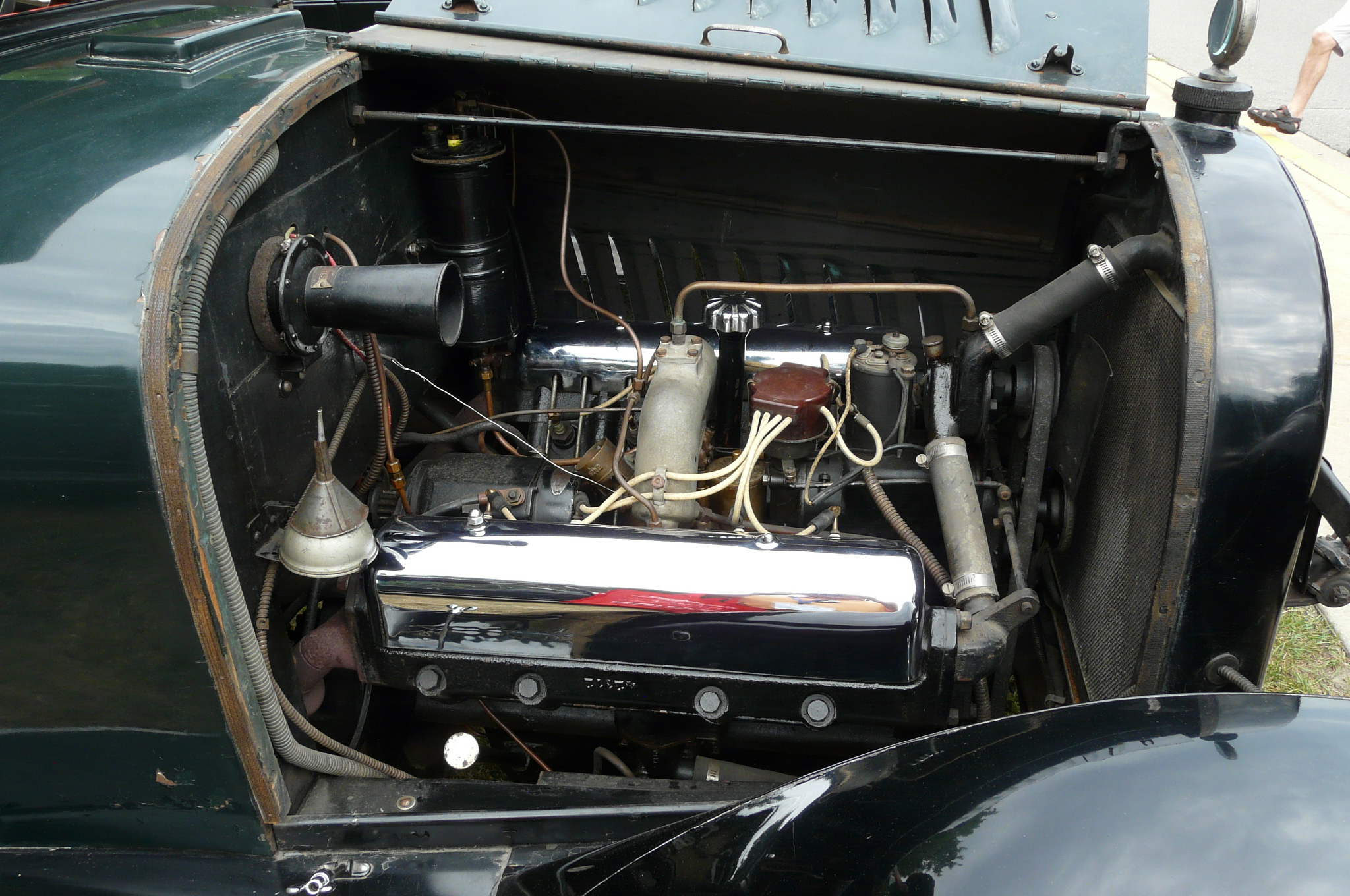
Moteur V8 d'origine.

La Chevrolet Series D avec moteur V8 à combustion interne refroidi par liquide et d'une capacité de 4,7 L, conçu et construit par Chevrolet en 1917, puis par la nouvelle division Chevrolet de General Motors Company (acquise dans le cadre du rachat de Chevrolet en 1917 et de sa fusion avec GM) en 1917 et 1918.
Il est capable de produire 36 ch (27 kW) à 2 700 tr/min. C'était le premier V8 de Chevrolet et l'un des premiers moteurs V8 à soupapes en tête. Chevrolet ne produira pas un autre V8 avant les débuts du petit bloc de génération I en 1955. Cette conception avait une soupape et un train de soupape partiellement exposée (les poussoirs étaient visibles) avec un couvercle de culbuteur nickelé, un collecteur d'admission refroidi par eau en aluminium. Le démarreur est dans la vallée du bloc, ainsi que le générateur entraîné par engrenage avec l'embrayage du ventilateur qui s'en détache. Le générateur entraîné par engrenage fait également fonctionner le distributeur. La ceinture à l'avant n'entraînait que la pompe à eau. Il avait un volant d'inertie de 23 kg et un vilebrequin à contrepoids.
Le Chevrolet Series D Touring V8 de 1917, avec un empattement de 3 048 mm, ne se vendait pas bien.
Les Series D de 1917-1918 figurent fréquemment dans la liste des pires voitures de tous les temps,. Son moteur coûteux et à l'appétit important produisait en effet moins de puissance que le quatre cylindres des Chevrolet Series FA contemporaines (37 ch). Échaudé par cet échec, Chevrolet ne produira plus le moindre moteur à 8 cylindres jusqu'en 1955.